# Savvy Shields
Savannah Janine "Savvy" Shields Wolfe, née le 1er juillet 1995 à Fayetteville dans l'Arkansas aux États-Unis, est couronnée Miss Arkansas (en) 2016, puis Miss America 2017.

### Source de la traduction
- (en) Cet article est partiellement ou en totalité issu de l’article de Wikipédia en anglais intitulé « Savvy Shields » (voir la liste des auteurs).